# Сан-Деметріо-Короне
Сан-Деметріо-Короне (італ. San Demetrio Corone, сиц. San Demetriu) — муніципалітет в Італії, у регіоні Калабрія,  провінція Козенца.
Сан-Деметріо-Короне розташований на відстані близько 420 км на південний схід від Рима, 80 км на північ від Катандзаро, 32 км на північ від Козенци.
Населення — 3622 особи (2014).
Щорічний фестиваль відбувається 26 жовтня. Покровитель — San Demetrio Megalomartire.

## Демографія
Населення за роками:

Станом на 1 січня 2023 року в муніципалітеті офіційно проживало 169 іноземців з 14 країн, серед них 101 громадянин країн Євросоюзу та 5 громадян України.

## Сусідні муніципалітети
- Акрі
- Корильяно-Калабро
- Сан-Козмо-Альбанезе
- Ваккариццо-Альбанезе
- Санта-Софія-д'Епіро
- Тарсія
- Терранова-да-Сібарі